# Johann Nobis
Johann Nobis (*16 de abril de 1899 en St. Georgen bei Salzburg; † 6 de enero de 1940 en Berlin-Plötzensee ) fue un objetor de conciencia austriaco. 

## Vida

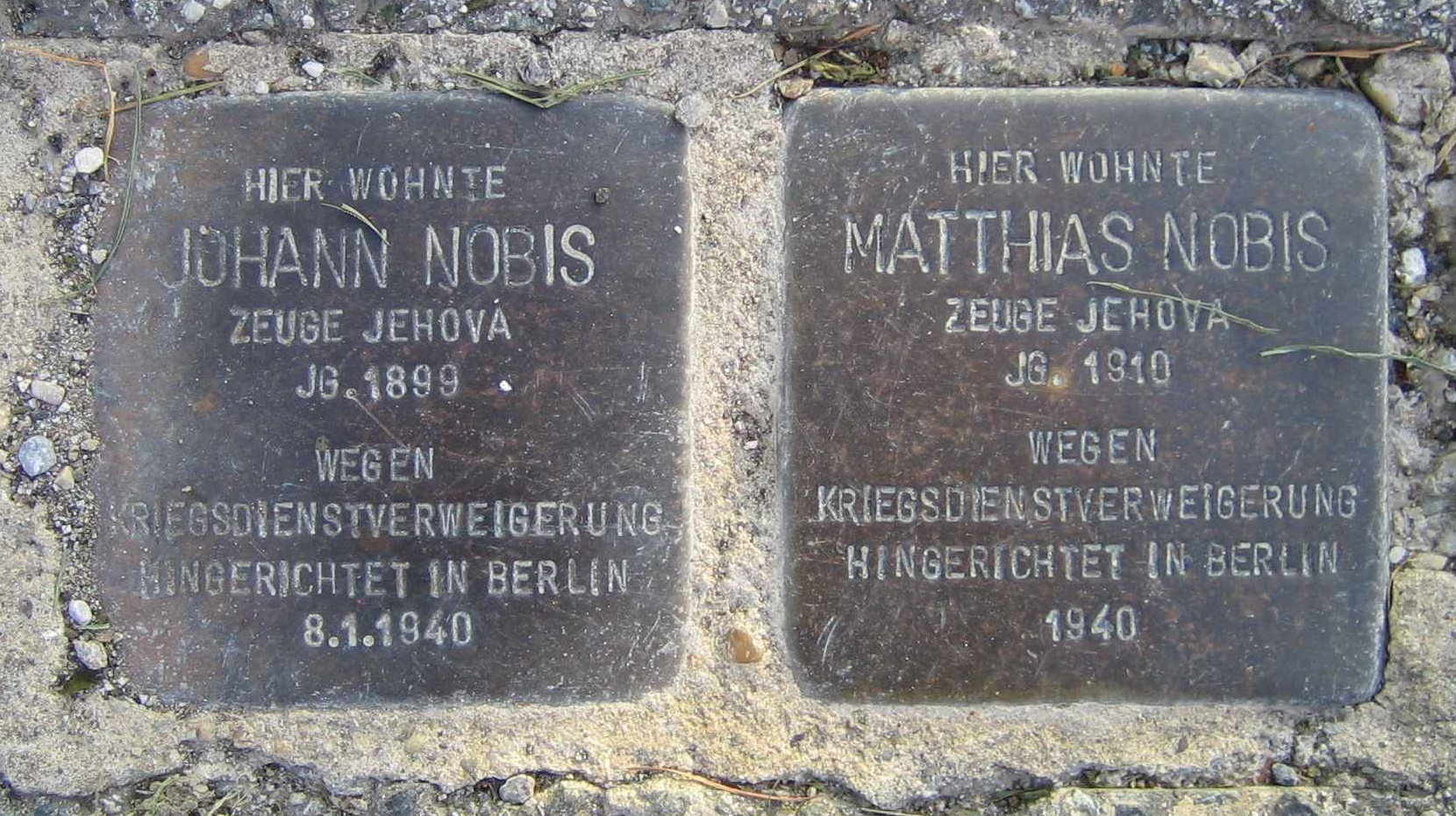
Stolpersteine Nobis

Johann Nobis nació como hijo de un agricultor en una granja llamada Schmiedbauernhof en Holzhausen en el municipio de St. Georgen. 
En la Primera Guerra Mundial fue soldado; después trabajó como trabajador auxiliar en una empresa constructora, dónde estableció, al parecer, contactos con los testigos de Jehová y se unió a esta comunidad religiosa. 
Después del „Anschluss“, la incorporación de Austria a la Alemania nazi, Nobis fue reclutado por el ejército en el año 1939. Sin embargo, se negó a prestarle juramento a Adolf Hitler y a cumplir con el servicio militar basándose en sus creencias religiosas.
Por consiguiente, Nobis fue encarcelado por los nacionalsocialistas y condenado a muerte por el corte marcial nacionalsocialista el 23 de noviembre de 1939 por el motivo de „Wehrkraftzersetzung“, un término nacionalsocialista que se refiere a la debilitación de la fuerza militar del Tercer Reich. El 20 de diciembre de 1939 fue ingresado en la prisión Berlin-Plötzensee, dónde fue ejecutado el 6 de enero de 1940. El día de su ejecución, otros 5 miembros de los testigos de Jehová fueron ejecutados.
Su hermano menor, Matthias Nobis (* 15 de enero de 1910 en St. Georgen), pertenecía también a los testigos de Jehová y, igualmente a su hermano mayor, fue condenado a muerte y ejecutado el 26 de enero de 1940.

## Conmemoración
La carta de despedida de Matthias Nobis - redactada durante su arresto en Berlín el 2 de enero de 1940 y dirigida a sus padres, después propiedad familiar - fue puesta en manos del archivo de la documentación de la resistencia austríaca en Viena (Dokumentationsarchiv des österreichischen Widerstandes (DÖW)) por la pariente Gertraud (Feichtinger-)Nobis. 
El 19 de julio de 1997, el artista alemán Gunter Demnig colocó dos piedras de su proyecto „Stolpersteine“ frente a la casa natal de Nobis en St. Georgen que conmemoran a Johann Nobis y a su hermano Matthias Nobis. Se trata de las primeras piedras autorizadas por las autoridades desde el inicio del proyecto de Demnig en 1995 y después de varias piedras no autorizadas. 
La realización del proyecto en St. Georgen se basa sobre una iniciativa de Andreas Maislinger, un hijo de este mismo municipio y fundador del Servicio austríaco de la Memoria, y contó con la aprobación y el apoyo del alcalde Friedrich Amerhauser.
En el marco del proyecto „A Letter To The Stars“, fue redactada una letra dirigida a Johann Nobis y enviada mediante un globo desde el Heldenplatz al cielo, juntos con aproximadamente 80.000 otras letras colgadas a globos.